# Спортивный клуб «Кировец»
Спортивный клуб «Кировец» - санкт-петербургская общественная организация, курирующая физкультурно-спортивное движение на Кировском заводе.

## Общие сведения
Датой основания спортивного клуба «Кировец» считается 27 апреля 1914 года, когда был торжественно освящён флаг и открыто здание рабочего спортивного кружка при Путиловском заводе. Путиловский кружок - первый в России спортивный рабочий клуб.
В период с 1915 по 1920 гг. работа клуба была частично свёрнута в связи с Первой Мировой и гражданской войнами.  В 1924 г. Путиловский кружок вслед за переименованием завода был переименован в «Красный путиловец». В настоящее время спортивный клуб носит название «Кировец».
За свою более чем вековую историю спортивный клуб «Кировец» подготовил 18 заслуженных мастеров спорта, свыше 50 мастеров спорта международного класса, более 600 мастеров спорта СССР и России, а также десятки тысяч спортсменов-разрядников.

## Названия
- 1914-1924 — Путиловский кружок спортсменов-любителей
- 1924-??? — Спортивный клуб «Красный Путиловец»
- с ??? — Спортивный клуб «Кировец»

## Клубные команды

### Клуб любителей бега
Клуб основан в 1982 году под руководством И. Ф. Киселёва. С 1984 года клуб возглавляет В. Н. Люлякин. В 1989 г. в Чернигове команда кировцев стала чемпионом СССР среди клубов любителей бега. Это звание было подтверждено ещё дважды: в 1990 г. - в Пскове и в 1991 г. - в Калининграде. За время существования клуба В. Н. Люлякиным было подготовлено пять мастеров спорта, 12 кандидатов в мастера спорта по лёгкой атлетике и сотни спортсменов-разрядников.
По инициативе клуба любителей бега ПО "Кировский завод" и Совета ветеранов 21-й дивизии НКВД и 109-й Ленинградской Краснознаменной стрелковой дивизии, с 1982 года проводится традиционный легкоатлетический Пробег Памяти по Юго-Западному рубежу обороны Ленинграда в годы Великой Отечественной войны.

### Нарвская Застава (регбийный клуб)
Команда основана в 1978 году как регбийный клуб «Кировец». Организатором коллектива стали ленинградские регбисты Феликс Шмаков и Геннадий Гопанюк. С 1991 по 1995 годы силами Бориса Иванова и Владимира Лопаткина секция регби была сохранена. В 1995 году после формирования государственного учреждения ЦФКиС «Нарвская Застава» клубу было присвоено название «Нарвская Застава».

### Нарвская Застава (борьба, самбо, дзюдо)
Специализированный зал борьбы "Нарвская застава" был открыт в 1968 году. Первым директором подросткового клуба был самбист Валентин Арамович Артаров. В стенах клуба выросли один заслуженный мастер спорта СССР, два мастера спорта международного класса и более ста двадцати мастеров спорта. За время существования клуба пять тренеров получили почетное звание Заслуженный тренер России.

### Кировец (футбольный клуб)
В 2023 году команда «Кировец-ГУТИД» находится среди участников чемпионата Санкт-Петербурга в рамках первенства России среди ЛФК.

## Стадион

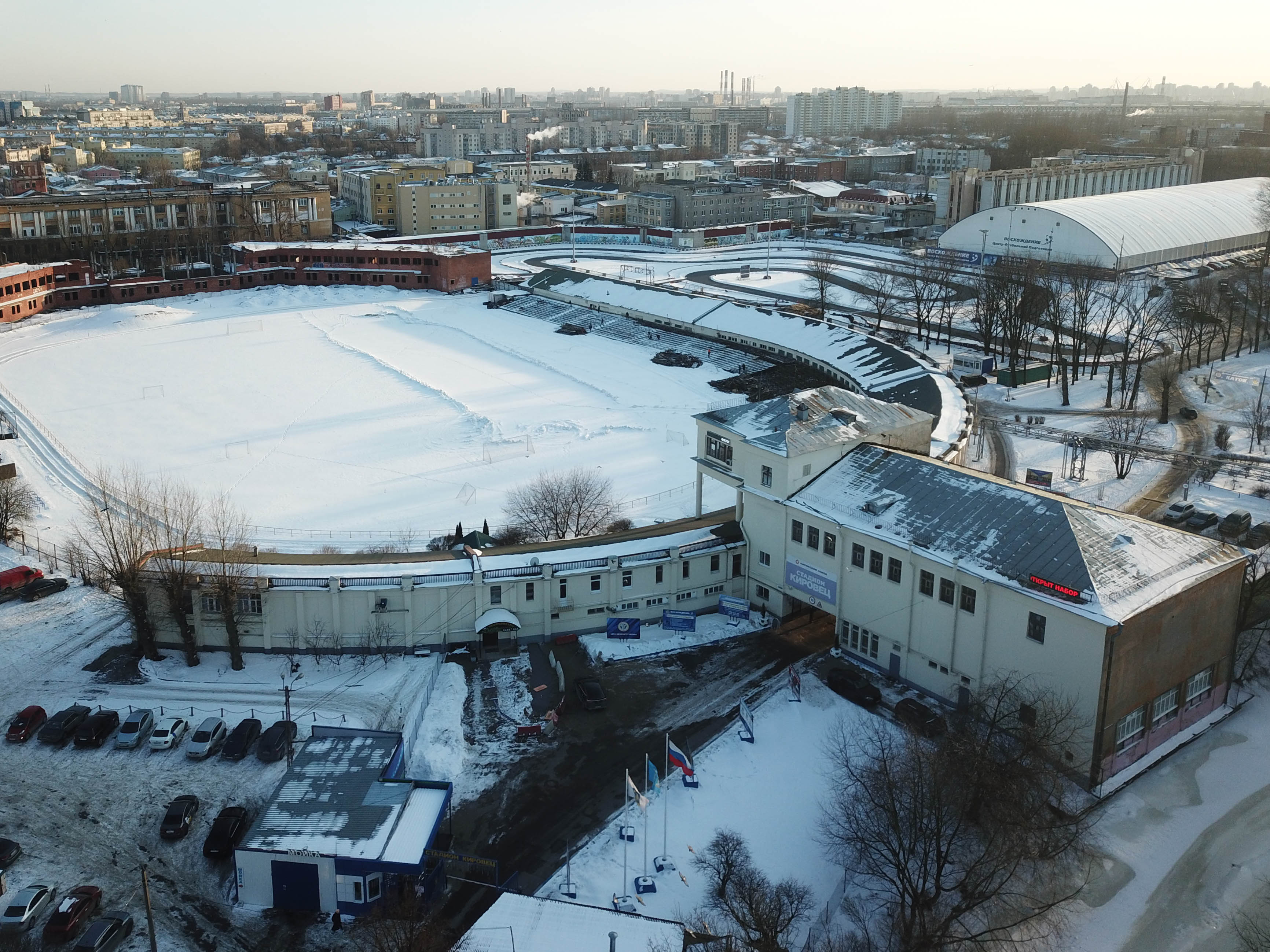
Вид на стадион сверху, 2021 год

Первое название стадиона — «Красный химик». В разное время стадион также именовался «Красным Треугольником» и «Каучуком». В первые годы на нём играли команды «Кировский завод», «Красная Заря», «Электрик», «Спартак». После Великой Отечественной войны арена перешла в ведение Кировского завода, получив идентичное название, сокращенное впоследствии до «Кировца».
В 2018 году стадион обрел статус выявленного памятника. Через два года компания бывшего игрока «Зенита» Дмитрия Игнатенко приобрела территорию «Кировца» для её реконструкции.